# Nkurenkuru
Nkurenkuru es una ciudad de la región Kavango del Oeste en Namibia. En agosto de 2011 tenía una población censada de 618 habitantes.
Se encuentra ubicada al noreste del país, cerca de la frontera con Angola y Botsuana.